# 坂本幸四郎
坂本 幸四郎（さかもと こうしろう、1924年9月19日 - 1999年5月10日）は、日本の小説家、川柳評論家。北海道函館市生まれ。
1942年に函館中学校（現：北海道函館中部高等学校）卒業後、国鉄入社。無線電信講習所（現：電気通信大学）を卒業して国鉄函館船員区に勤務した。
青函連絡船通信長として勤務していた現役当時、洞爺丸台風（1954年9月26日）の際に同航路を就航していた客載車両渡船『石狩丸』の次席通信士として、洞爺丸の転覆・遭難を発信し続けた第六真盛丸からのSOS通信を受信し、公電として発信した経験を有している。1990年、北海道文化賞奨励賞受賞。川柳の研究評論も手がけていた。
1999年、急性心不全のため死去。

## 主な著作

### 小説
- 青函連絡船（朝日イブニングニュース社、1983年）
- 青函連絡船ものがたり（朝日新聞社、1987年）
- わが青春の青函連絡船（光人社、1989年）

### 川柳
- 雪と炎のうた (たいまつ社)
- 新興川柳運動の光芒 (朝日イブニングニュース社、1986年)
- 井上剣花坊・鶴彬 川柳革新の旗手たち（リブロポート、1990年）